# Aglymbus bimaculatus
Aglymbus bimaculatus là một loài bọ cánh cứng trong họ Bọ nước. Loài này được Resende & Vanin miêu tả khoa học năm 1991.